# Lehancea
Lehancea – wieś w Rumunii, w okręgu Bacău, w gminie Podu Turcului. W 2011 roku liczyła 253 mieszkańców.